# Jennifer Hanson
Jennifer Kathleen Hanson (La Habra, 10 agosto 1973) è una cantautrice statunitense.

## Biografia
Dopo aver vinto il titolo di Miss California 1994, Jennifer Hanson ha avviato la sua carriera musicale con il singolo Beautiful Goodbye nel 2002, che ha raggiunto la 76ª posizione della Billboard Hot 100 e la 16ª della Hot Country Songs. Nel febbraio 2003 è invece uscito il suo album di debutto eponimo, il quale si è piazzato alla numero 125 della Billboard 200 e alla numero 20 della Top Country Songs. Nel 2008 ha realizzato il secondo disco Thankful.
Ha inoltre scritto brani per cantanti come i Wreckers e Billy Currington.

## Discografia

### Album in studio
- 2003 – Jennifer Hanson
- 2008 – Thankful

### EP
- 2017 – Under the Tree

### Singoli
- 2002 – Beautiful Goodbye
- 2003 – This Far Gone
- 2003 – Half a Heart Tattoo
- 2007 – Joyride
- 2008 – 73